# Благодарное (Краснодарский край)
Благода́рное — село в Отрадненском районе Краснодарского края России.
Административный центр Благодарненского сельского поселения.

## География
Село находится в северо-восточной части района, на расстоянии 14 км к северу от станицы Отрадная, административного центра района.

## История
Хутор Молоканский основан в 1909 году. В 1914 году переименован в село Благодарное.

## Население
| 2002 | 2010  |
| ---- | ----- |
| 1664 | ↘1608 |

## Улицы
| - ул. А. И. Охрименко - ул. Восточная, - ул. Коммунаров, | - ул. Комсомольская, - ул. Механизаторов, - ул. Мира, | - ул. Октябрьская, - ул. Пионерская, - ул. Пролетарская. |

## Известные уроженцы
- Брускин, Дмитрий Михайлович (1936—1993) — советский переводчик.
- Лагунов, Николай Иванович (1921—2000) — советский военнослужащий, старший лейтенант, Герой Советского Союза.